# Gansleinmachsuppe

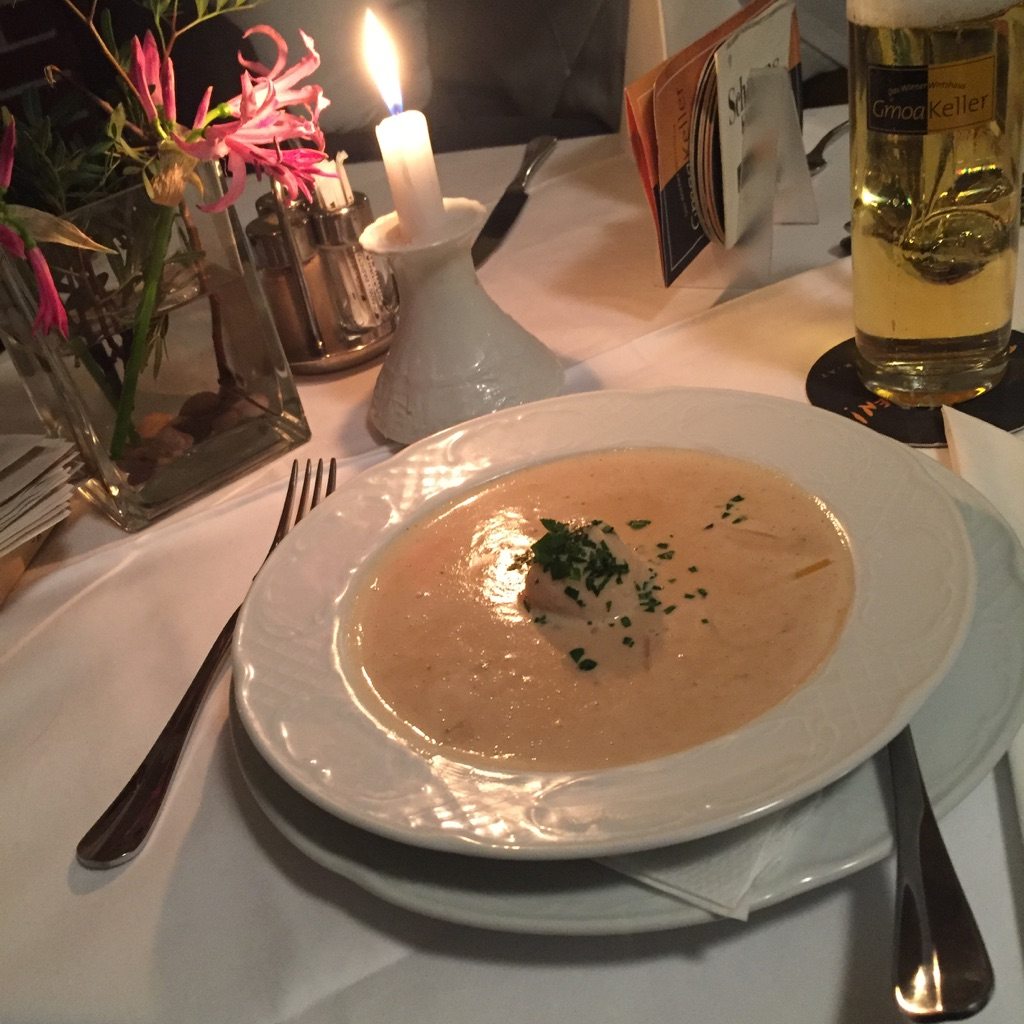
Gansleinmachsuppe mit Bröselknöderl im Wiener Gmoakeller

Gansleinmachsuppe oder Ganslsuppe ist eine österreichische Spezialität, die in der Gastronomie – ebenso wie Martinigansl – zum Festtag des heiligen Martin von Tours angeboten wird. Der Begriff setzt sich aus dem österreichischen Diminutiv von „Gans“ (= „Gansl“) und dem küchentechnischen „mit Mehlschwitze binden“ (österreichisch, auch süddeutsch: „einmachen“) zusammen.

## Zubereitung
Das Gänsefleisch bzw. Gänseklein (dafür österreich. „Gansljunges“) ist mit Lorbeer, Pfefferkörnern, Salz und gegebenenfalls Essig, eventuell auch mit Zwiebeln und Lauch, etwa eine Stunde weichzukochen, wobei während der letzten zwanzig Minuten das Suppengrün beigegeben werden sollte. Danach ist das Fleisch und das Gemüse herauszunehmen (zurück bleibt der österreichisch so bezeichnete Gänsesud), auszulösen und in Würfel zu schneiden. Sodann wird aus Gänseschmalz oder Butter und Mehl eine Einbrenn (hochdt. „Mehlschwitze“) zubereitet, und damit der Gänsesud unter Zugabe von Schlagobers gebunden. Danach wird die Gansleinmachsuppe mit Muskatnuss abgeschmeckt und gegebenenfalls passiert. Es gibt auch Varianten, bei welchen der Einbrenn Zwiebel, Lorbeerblatt, Knoblauch, Wacholderbeeren und Majoran beifügt werden. Zum Ablöschen wird auch Weißwein eingesetzt.
Als traditionelle Einlagen zu dieser Suppe gibt man – je nachdem, ob sie passiert ist oder nicht – das in kleine Stücke geteiltes Gansljunges, Grießnockerln und/oder feingeschnittene hausgemachte Nudeln sowie extra in Salzwasser gekochte Karfiolröschen, in Würfel geschnittene, in Fett gebratene Gansleber und eventuell an Stelle der Nudeln oder Nockerln würfelig geschnittene, gebähte Semmeln oder Brösel- bzw. Markknöderln.